# Costo di manutenzione su immobilizzi tecnici lordi
Il costo di manutenzione su immobilizzi tecnici lordi misura l'incidenza percentuale del costo della manutenzione sulle immobilizzazioni tecniche al lordo del fondo di ammortamento.
In alcuni casi potrebbe essere più appropriato indicare il valore di rimpiazzo, anziché il valore dei cespiti. Dove con valore di rimpiazzo si intende il costo necessario per sostituire gli impianti attuali con impianti a nuovo aventi caratteristiche tecnologiche e potenzialità analoghe agli impianti attuali.
Fornisce indicazioni sulle politiche di manutenzione e sulla efficienza e conservazione dell'impianto.
Tale indice è di validità generale, ma la confrontabilità fra diversi casi è limitata ad impianti e produzioni tecnologicamente simili.

## Significato degli elementi costitutivi
- Costi di manutenzione = Costi direttamente attribuibili all'attività di manutenzione (ad esercizio o da capitalizzare)
- Immobilizzi tecnici lordi = Valore (rivalutato secondo le disposizioni di legge in vigore) di tutti i cespiti di qualsivoglia natura, purché oggetto di manutenzione.